# Orrviken
Orrviken is een plaats in de gemeente Östersund in het landschap Jämtland en de provincie Jämtlands län in Zweden. De plaats heeft 239 inwoners (2005) en een oppervlakte van 55 hectare. De plaats ligt op een schiereiland en grenst direct aan een baai van het meer Storsjön. Een toeristische trekpleister is het elandenpark Moose Garden.